# الستات عفاريت (فلم)
الستات عفاريت فيلم مصري تم إنتاجه عام 1947، من تأليف أبو السعود الإبياري, ومن إخراج حسن الإمام وبطولة زوزو حمدي الحكيم ومحمود المليجي وليلى فوزي.

## تمثيل
- زوزو حمدي الحكيم في دور علية زوجة أحمد بك حمودة.
- محمود المليجي في دور أحمد بك حمودة
- ليلى فوزي في دور زيزي
- إسماعيل ياسين الاسطى حسن
- زينات صدقي
- عزيز عثمان
- فريد شوقي في دور فريد
- حسن فايق في دور علي
- ثريا حلمي في دور سنية

## روابط خارجية
- مقالات تستعمل روابط فنية بلا صلة مع ويكي بيانات